# Kîciînți, Korsun-Șevcenkivskîi
Kîciînți (în ucraineană Кичинці) este localitatea de reședință a comunei Kîciînți din raionul Korsun-Șevcenkivskîi, regiunea Cerkasî, Ucraina.

## Demografie
Componența lingvistică a localității Kîciînți
     Ucraineană (99,57%)
     Alte limbi (0,43%)
Conform recensământului din 2001, majoritatea populației localității Kîciînți era vorbitoare de ucraineană (99,57%), existând în minoritate și vorbitori de alte limbi.